# 大口何
大口何，原名何留韻（Ho Lau Wan），祖籍廣東省順德縣，粵劇全女班的女丑，香港電影演員 。

## 家庭
- 大口何（何留韻）的胞兄是何少雄，亦是一位粵劇及電影演員[2]：
  - 何少雄在香港的最早期演出電影記錄是《唐伯虎點秋香》(1937年)至息影作《七劍十三俠》(1967年，飾演奉師傅)共拍約230齣電影。

- 原居住香港島灣仔駱克道244號三樓[3]，由於不勝二房東飼養的貓「阿花」多番騷擾，遷居至香港島灣仔謝菲道176號二樓[4]。

## 演藝
- 在太平洋戰爭期間，1936年10月15日(星期四)晚上，在香港島中環遮打道與雪廠街交界的「思豪酒店」(現在的「太子大廈」)二樓，大口何(何留韻)身穿寬領大袖客串當舞女，參加香港電影界籌款給中華民國空軍購買戰機抗擊入侵的日本軍隊之「女明星伴舞籌款活動」[5]
- 大口何（何留韻）在香港的最早期演出電影記錄是《泣荊花》(1934年，飾演男主角梅玉棠的後母)至息影作《還我山河還我妻》(1963年，飾演八嬸)共拍約188齣電影。

- 大口何（何留韻）擅長演繹頑固家姑、母老虎及鄉下婆等小人物[4]。

## 外部連結
- 香港電影資料館：大口何參演電影的記錄[永久]
- 大口何在互联网电影资料库（IMDb）上的資料（英文）（英文）
- 大口何在香港影庫上的簡介
- 大口何在时光网上的簡介（简体中文）
- YouTube上的大口何的演出片斷侵犯版權?